# Yumjagiyn Tsedenbal
Yumjaagiyn Tsedenbal, né le 17 septembre 1916 à Davst et mort le 20 avril 1991 à Moscou, est un homme politique mongol.

## Biographie
Il a été, durant plusieurs décennies, l'un des principaux dirigeants du régime communiste de la République populaire mongole, occupant le poste de secrétaire général du Parti révolutionnaire du peuple mongol pendant 40 ans, de 1940 à 1954 puis à nouveau de 1958 à 1984, celui de Président du Conseil des ministres pendant 22 ans et celui de chef de l'État pendant 10 ans.

### Carrière politique
Tsedenbal devient à 23 ans, secrétaire général du Parti révolutionnaire du peuple mongol par la volonté du premier ministre Horloogiyn Choybalsan, fidèle allié de Staline et homme fort du régime. À la mort de Choybalsan en 1952, Tsedenbal, lui succède à la tête du gouvernement, s'affirmant comme le nouveau numéro un du régime communiste mongol. En 1954, il laisse le poste de Secrétaire général du Parti à Dashiin Damba, à un moment où l'URSS décourage le cumul entre les postes de chef de parti et chef du gouvernement ; il redevient cependant Secrétaire général en 1958.
Sous le gouvernement de Tsedenbal, la Mongolie s'efforce de moderniser son économie : le processus de « socialisation », retardé par la Seconde Guerre mondiale, se poursuit jusqu'en 1959. Le régime communiste pousse à l'urbanisation et s'emploie à décourager le nomadisme. Les institutions juridiques sont progressivement modernisées avec, entre le début des années 1960 et la fin des années 1970, l'établissement d'un code civil, d'un code pénal, ainsi que l'organisation de tribunaux civils et militaires, de collèges d'avocats et des Houral (parlement) locaux. Jusque-là fermée au monde extérieur, la Mongolie est admise à l'ONU en 1961, et noue progressivement des relations diplomatiques avec l'ensemble des autres pays.
Tsedenbal met en place son propre culte de la personnalité, s'attribuant divers honneurs, dont le grade de général puis, en 1979, celui de maréchal de l'Armée populaire mongole. En 1974, il devient chef de l'État. Le dirigeant mongol organise des purges régulières de l'appareil de l'État et du parti mais, contrairement à Choybalsan, il s'abstient de faire exécuter ses rivaux et les divers cadres en disgrâce, et préfère les exiler.
En août 1984, alors qu'il se trouvait en URSS pour ses vacances, Yumjagiyn Tsedenbal est démis de l'ensemble de ses fonctions à l'instigation du premier ministre Jambyn Batmonkh. L'éviction de Tsedenbal, motivée par un style de gouvernement de plus en plus autocratique, semble avoir bénéficié de l'assentiment des Soviétiques. Ayant officiellement démissionné de son plein gré pour raisons de santé, Tsedenbal est envoyé « en cure » ; en 1991, il meurt en exil en URSS alors même que la Mongolie entame son processus de transition démocratique.